# Fulvoderma
Fulvoderma is een geslacht van schimmels behorend tot de familie Hymenochaetaceae. De typesoort is Fulvoderma australe.

## Soorten
Volgens Index Fungorum telt het geslacht twee soorten (peildatum december 2022):
| Soortnaam           | Auteur(s)                    | Publicatiejaar |
| ------------------- | ---------------------------- | -------------- |
| Fulvoderma australe | L.W. Zhou & Y.C. Dai         | 2018           |
| Fulvoderma scaurum  | (Lloyd) L.W. Zhou & Y.C. Dai | 2018           |